# Lacona
Lacona es una ciudad ubicada en el condado de Warren en el estado estadounidense de Iowa. En el Censo de 2010 tenía una población de 361 habitantes y una densidad poblacional de 382,92 personas por km².

## Geografía
Lacona se encuentra ubicada en las coordenadas 41°11′24″N 93°23′6″O / 41.19000, -93.38500. Según la Oficina del Censo de los Estados Unidos, Lacona tiene una superficie total de 0.94 km², de la cual 0.94 km² corresponden a tierra firme y (0%) 0 km² es agua.

## Demografía
Según el censo de 2010, había 361 personas residiendo en Lacona. La densidad de población era de 382,92 hab./km². De los 361 habitantes, Lacona estaba compuesto por el 99.72% blancos, el 0% eran afroamericanos, el 0% eran amerindios, el 0% eran asiáticos, el 0% eran isleños del Pacífico, el 0% eran de otras razas y el 0.28% pertenecían a dos o más razas. Del total de la población el 0.55% eran hispanos o latinos de cualquier raza.